# Австралийские вельветки
Австралийские вельветки, или патэковые (лат. Pataecidae), — семейство морских лучепёрых рыб из отряда скорпенообразных. Австралийские вельветки отличаются длинным спинным плавником, который начинается на голове, формируя «парус», простирающийся до хвостового стебля, может соединяться или нет с хвостовым плавником. У них нет чешуи и брюшных плавников.
Недавнее исследование поместило патэковых в расширенную кладу Synanceiidae, потому что у всех этих рыб на слёзной кости есть вырост в виде «сабли», который может оттопыриваться в сторону. Ихтиологическое сообщество пока не приняло данную ревизию отряда скорпенообразных.

## Классификация
В составе семейства выделяют 3 монотипических рода:
- Aetapcus E. O. G. Scott, 1936 — Этапкусы
  - Aetapcus maculatus (Günther, 1861) — Пятнистый этапкус
- Neopataecus  Steindachner, 1884 — Неопатэки
  - Neopataecus waterhousii (Castelnau, 1872) — Неопатэк
- Pataecus  Richardson, 1844 — Патэки
  - Pataecus fronto Richardson, 1844 — Патэк